# Батна (вилайет)
Ба́тна (араб. ولاية باتنة‎) — вилайет в восточной части Алжира, одноимённый своему административному центру, городу Батна.
Административный центр — город Батна. Значительная часть населения — берберы (шауйя), говорящие на шавийском языке.

## Географическое положение
Вилайет Батна лежит в горах Орес на стыке между густонаселённой северной и малонаселённой южной частью страны. Территория вилайета расположена в природном регионе Орес.
Граничит с вилайетами Сетиф, Мила и Умм-эль-Буаги на севере, Хеншела на востоке, Бискра на юге, Мсила на западе.
Климат — сухой и жаркий летом, зима — снежная и холодная, температура иногда опускается до −15 °C, что обусловлено тем, что вилайет лежит на высоте 800 м над уровнем моря.
На территории вилайета находится один из крупнейших национальных парков Алжира — Белезма и крупное солёное озеро — Шотт-эль-Ходна.

## Административное деление
Административно вилайет разделен на 21 округ и 61 коммуну :

### Округа и муниципалитеты

Округа вилайета Батна.

| № на карте | Округ          | Количество коммун | Коммуны                                                  | Население, чел. (2008) | Площадь, км² |
| ---------- | -------------- | ----------------- | -------------------------------------------------------- | ---------------------- | ------------ |
| 1          | Айн-Джассер    | 2                 | Айн-Джассер, Эль-Хасси                                   | 23 694                 |              |
| 2          | Айн-Тута       | 4                 | Айн-Тута, Бен-Фудала-эль-Хаканиа, МааФа, Улед-Ауф        | 66 019                 |              |
| 3          | Аррис          | 2                 | Аррис, Тиганимин                                         | 37 007                 | 279          |
| 4          | Барика         | 3                 | Барика, Мдукэль, Битам                                   | 125 253                | 1394         |
| 5          | Батна          | 3                 | Батна, Фисдис, Уэд-Шааба                                 | 297 881                | 331          |
| 6          | Бузина         | 2                 | Бузина, Ларбаа                                           | 14 719                 | 293          |
| 7          | Шемора         | 2                 | Шемора, Булхилат                                         | 24 251                 |              |
| 8          | Джеззар        | 3                 | Джеззар, Улад-Аммар, Абдэлькадер-Азил                    | 45 184                 | 112 848      |
| 9          | Эль-Мадер      | 4                 | Эль-Мадер, Айн-Ягут, Бумия, Джерма                       | 33 648                 |              |
| 10         | Ишмуль         | 3                 | Ишмуль, Фум-Тоб, Инугиссен                               | 19 749                 |              |
| 11         | Менаа          | 2                 | Менаа, Тигергар                                          | 20 310                 | 418          |
| 12         | Меруана        | 4                 | Меруана, Уед-эль-Ма, Ксар-Беллезма, Хидусса              | 70 355                 |              |
| 13         | Нгаус          | 3                 | Нгаус, Бумагер, Сефиян                                   | 52 305                 |              |
| 14         | Улад-Си-Слиман | 3                 | Улад-Си-Слиман, Таксланет, Лемзан                        | 26 186                 |              |
| 15         | Рас-эль-Аиун   | 6                 | Рас-эль-Аиун, Госбат, Гигба, Рахбат, Талхамт, Улад-Селам | 100 264                |              |
| 16         | Сеггана        | 2                 | Сеггана, Тилаут                                          | 8773                   |              |
| 17         | Сериана        | 3                 | Сериана, Лязру, Занат-эль-Бейда                          | 38 669                 |              |
| 18         | Тазульт        | 2                 | Тазульт, Уюн-эль-Асафир                                  | 38 996                 |              |
| 19         | Тниет-эль-Абед | 3                 | Тниет-эль-Абед, Уед-Тага, Шир                            | 34 982                 | 396          |
| 20         | Тимгад         | 2                 | Тимгад, Улед-Фадел                                       | 22 688                 |              |
| 21         | Ткут           | 3                 | Ткут, Киммель, Гассира                                   | 22 843                 | 969          |

## Экономика и промышленность
Вилайет имеет запасы полезных ископаемых: нефти, природного газа, железа и многих минералов.
С середины 70-х годов экономика вилайета основана на тяжёлой индустрии. Наличие промышленных предприятий привлекает сюда людей со всего региона.

## Культура и достопримечательности
В вилайете много музеев.
Основная достопримечательность — развалины древнеримского города Тимгад, основанного в 100 году до н. э. при императоре Траяне на склоне горного массива Орес для защиты южных рубежей римской Африки.

## Знаменитые земляки
- Рабах Саадан (1946, Батна) — алжирский футболист и тренер
- Ламин Зеруаль (1941, Батна) — президент Алжира (1994—1999)